# Aviron aux Jeux olympiques d'été de 2016
Navigation
Les épreuves d'aviron lors des Jeux olympiques d'été de 2016 ont eu lieu du 6 au 13 août de la même année, à la Lagoa Rodrigo de Freitas (Brésil). Les compétitions rassemblent 550 athlètes.
Quatorze courses figurent au programme de cette compétition (8 masculines et 6 féminines), soit les mêmes que lors de la précédente édition des Jeux, à Londres.

## Organisation

### Site de la compétition
La Lagoa Rodrigo de Freitas est une étendue naturelle d'eau situé au sud de la ville de Rio de Janeiro. L'état de l'eau est jugé préoccupant et la dépollution prévue ne sera terminée qu'en 2018. Le site est pollué par les ordures et les eaux usées de la ville ce qui provoque la mort de poissons,.
Le site qui devait pouvoir accueillir 14 000 spectateurs a été progressivement réduit à 6 000 spectateurs pour réaliser des économies. Le maire de Rio de Janeiro, Eduardo Paes, a suggéré aux Brésiliens de ne pas payer pour assister aux épreuves d'aviron ce qui a suscité la colère de la fédération internationale,. Lors des précédents jeux olympiques, les compétitions d'aviron pouvaient accueillir 25 000 spectateurs et le site avait affiché complet tous les jours de compétition.
Le site a accueilli les championnats du monde juniors d'aviron en août 2015. Lors de cette compétition, quinze athlètes américains sont tombés malades possiblement à cause de la pollution de l'eau.

### Calendrier
Les compétitions sont prévues du 6 au 13 août. Le 14 août 2016 est une « journée de réserve ». En raison des conditions climatiques, les courses prévues les 7 et 10 août ont été déplacées.
| Course                           | Abréviation | Bateaux | Athlètes | Août 2016 | Août 2016 | Août 2016 | Août 2016 | Août 2016 | Août 2016 | Août 2016 | Août 2016 | Août 2016 |
| Femmes                           |             |         |          | 6         | 7         | 8         | 9         | 10        | 11        | 12        | 13        |           |
| -------------------------------- | ----------- | ------- | -------- | --------- | --------- | --------- | --------- | --------- | --------- | --------- | --------- | --------- |
| Skiff                            | W1x         | 32      | 32       | Q         |           | R         | ¼         |           |           | ½         | F         |           |
| Deux sans barreur                | W2-         | 15      | 30       |           |           | Q         | R         |           | ½         | F         |           |           |
| Deux de couple                   | W2x         | 13      | 26       | Q         |           | R         | ½         |           | F         |           |           |           |
| Quatre de couple                 | W4x         | 7       | 28       | Q         |           | R         |           |           | F         |           |           |           |
| Huit                             | W8+         | 7       | 63       |           |           | Q         |           |           | R         |           | F         |           |
| Deux de couple poids légers      | LW2x        | 20      | 40       |           |           | Q         | R         |           | ½         | F         |           |           |
| Hommes                           |             |         |          | 6         | 7         | 8         | 9         | 10        | 11        | 12        | 13        |           |
| Skiff                            | M1x         | 32      | 32       | Q         |           | R         | ¼         |           |           | ½         | F         |           |
| Deux sans barreur                | M2-         | 13      | 26       | Q         |           | R         | ½         |           | F         |           |           |           |
| Deux de couple                   | M2x         | 13      | 26       | Q         |           | R         | ½         |           | F         |           |           |           |
| Quatre sans barreur              | M4-         | 13      | 52       |           |           | Q         | R         |           | ½         | F         |           |           |
| Quatre de couple                 | M4x         | 10      | 40       | Q         |           | R         |           |           | F         |           |           |           |
| Huit                             | M8+         | 7       | 63       |           |           | Q         |           |           | R         |           | F         |           |
| Deux de couple poids légers      | LM2x        | 20      | 40       |           |           | Q         | R         |           | ½         | F         |           |           |
| Quatre sans barreur poids légers | LM4-        | 13      | 52       | Q         |           | R         | ½         |           | F         |           |           |           |

| Q | Qualifications | R | Repêchages | ¼ | Quarts de finale | ½ | Demi-finales | F | Finales |

### Format des épreuves

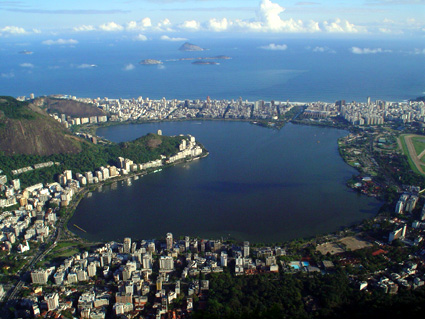
Le Lagoa Rodrigo de Freitas.

Le format des épreuves est inchangé par rapport aux derniers Jeux olympiques de Londres. Il y a donc huit courses masculines et six courses féminines. Les compétitions d’aviron ont lieu sur des bassins de 2 000 m. Les courses se divisent en « pointe » et en « couple ». En pointe, le rameur tient un seul aviron avec ses deux mains. En couple, il en tient deux. Un bateau contient un, deux, quatre ou huit rameurs. Dans le huit, un barreur dirige le bateau et donne les consignes aux rameurs. Un seul faux départ par bateau et par course est autorisé.
Des épreuves « poids légers » ont été introduites lors des jeux olympiques d'Atlanta. La limite de poids pour les femmes est fixée à 59 kg et la moyenne par équipage est de 57 kg. Chez les hommes, le poids maximal est de 72,5 kg et la moyenne par équipage est de 70 kg.
Les bateaux participent à des séries éliminatoires. Les premiers de ces séries sont directement qualifiés aux demi-finales ou à la finale. Les autres bateaux disposent « d'une seconde chance » via des repêchages. La finale est disputée par six bateaux.

## Participation

### Qualification
380 des 550 places qualificatives pour la régate olympique sont attribuées lors des Championnats du monde d'aviron 2015. Les quotas sont attribués aux comités olympiques et non pas aux athlètes directement. Des régates continentales (Afrique, Asie et Océanie, Amériques) sont organisées à l'automne 2015 et au printemps 2016. Les dernières places pour les Jeux se jouent à Lucerne quelques jours avant la première manche de la Coupe du monde. La nation-hôte se voit accorder deux places en skiff et une commission tripartite attribue deux places en skiff masculin et deux places en skiff féminin.
|                                                    |                    |                            | Femmes | Femmes | Femmes | Femmes | Femmes | Femmes | Hommes | Hommes | Hommes | Hommes | Hommes | Hommes | Hommes | Hommes |                   |                    |
| Évènement                                          | Lieu               | Date                       | W1x    | W2-    | W2x    | W4x    | W8+    | LW2x   | M1x    | M2-    | M2x    | M4-    | M4x    | M8+    | LM2x   | LM4-   | Bateaux qualifiés | Athlètes qualifiés |
| -------------------------------------------------- | ------------------ | -------------------------- | ------ | ------ | ------ | ------ | ------ | ------ | ------ | ------ | ------ | ------ | ------ | ------ | ------ | ------ | ----------------- | ------------------ |
| Championnats du monde d'aviron 2015                | Lac d'Aiguebelette | 30 août – 6 septembre 2015 | 9      | 11     | 11     | 5      | 5      | 11     | 9      | 11     | 11     | 11     | 8      | 5      | 11     | 11     | 129               | 380                |
| Régate de qualification pour le continent africain | Tunis              | Du 5 au 7 octobre 2015     | 4      | –      | –      | –      | –      | 1      | 4      | –      | –      | –      | –      | –      | 1      | –      | 10                | 12                 |
| Régate de qualification pour les Amériques         | Valparaiso         | Du 19 au 20 mars 2016      | 6      | –      | –      | –      | –      | 3      | 6      | –      | –      | –      | –      | –      | 3      | –      | 18                | 24                 |
| Régate de qualification pour l’Asie et l’Océanie   | Chungju            | Du 23 au 25 avril 2016     | 7      | –      | –      | –      | –      | 3      | 7      | –      | –      | –      | –      | –      | 3      | –      | 20                | 26                 |
| Régate de qualification européenne et finale       | Lucerne            | Du 22 au 25 mai 2016       | 3      | 4      | 2      | 2      | 2      | 2      | 3      | 2      | 2      | 2      | 2      | 2      | 2      | 2      | 32                | 102                |
| Hôtes et invitation                                | –                  | Juin 2016                  | 3      | –      | –      | –      | –      | –      | 3      | –      | –      | –      | –      | –      | –      | –      | 6                 | 6                  |
| Total                                              | Total              | Total                      | 32     | 15     | 13     | 7      | 7      | 20     | 32     | 13     | 13     | 13     | 10     | 7      | 20     | 13     | 215               | 550                |

### Participants
Soixante-neuf nations participent aux épreuves d'aviron. Onze pays participent pour la première fois à des épreuves d'aviron lors des Jeux olympiques.
La Grande-Bretagne est la délégation qui compte le plus d'engagés et le plus grand nombre de bateaux engagés (12 bateaux sur 14 possibles). Les Britanniques espèrent garder leur titre dans le quatre sans barreur, dans le deux sans barreur et remporter le huit féminin. Les États-Unis et la Nouvelle-Zélande comptent chacun onze bateaux engagés. Les Américains rameront avec des combinaisons spéciales afin de lutter contre le virus Zika. Invaincu depuis 2006 (exploit unique de l'histoire de l'aviron), le huit féminin américain visera une nouvelle médaille d'or. Du côté néo-zélandais, les espoirs de médailles se portent sur « les invincibles » Eric Murray et Hamish Bond en deux sans barreur ainsi que sur Mahé Drysdale en skiff. En deux de couple, les frères Sinkovic, champions du monde en 2015 sont les favoris. Ekaterina Karsten, double championne olympique, participe à ces septièmes Jeux olympiques à 44 ans.
La Russie qui avait qualifié cinq bateaux et 28 athlètes n'a finalement pu engager qu'un seul bateau en raison des affaires de dopage et du rapport McLaren. Sur les 28 athlètes, 22 ont été exclus par la Fédération internationale d'aviron en raison de manquements aux règles antidopage. Le huit féminin australien qui remplace le bateau russe doit emprunter un bateau brésilien pour participer à la compétition. Voici la liste des pays engagés avec entre parenthèses le nombre d'athlètes participants:
| - Afrique du Sud (12) - Algérie (2) - Allemagne (35) - Angola (2) - Argentine (2) - Australie (29) - Autriche (3) - Azerbaïdjan (2) - Bahamas (1) - Biélorussie (10) - Belgique (1) - Bermudes (1) - Brésil (4) - Bulgarie (2) - Canada (26) - Chili (4) - Chine (17) |  | - Corée du Sud (2) - Croatie (3) - Cuba (7) - République tchèque (8) - Danemark (12) - Équateur (1) - Égypte (2) - Espagne (4) - Estonie (4) - États-Unis (41) - France (18) - Grande-Bretagne (43) - Grèce (10) - Hong Kong (4) - Hongrie (3) - Inde (1) - Indonésie (2) |  | - Iran (1) - Irak (1) - Irlande (5) - Italie (27) - Japon (4) - Kazakhstan (2) - Libye (1) - Lituanie (10) - Mexique (2) - Nouvelle-Zélande (38) - Nigeria (1) - Norvège (5) - Ouzbékistan (1) - Paraguay (2) - Pays-Bas (36) - Pérou (2) - Pologne (26) |  | - Roumanie (19) - Russie (4) - Serbie (4) - Singapour (1) - Suède (1) - Suisse (11) - Taipei chinois (1) - Thaïlande (2) - Togo (1) - Trinité-et-Tobago (1) - Tunisie (3) - Turquie (2) - Ukraine (8) - Uruguay (1) - Vanuatu (1) - Venezuela (1) - Viêt Nam (2) - Zimbabwe (2) |

## Compétitions

### Résumés

#### Samedi 6 août

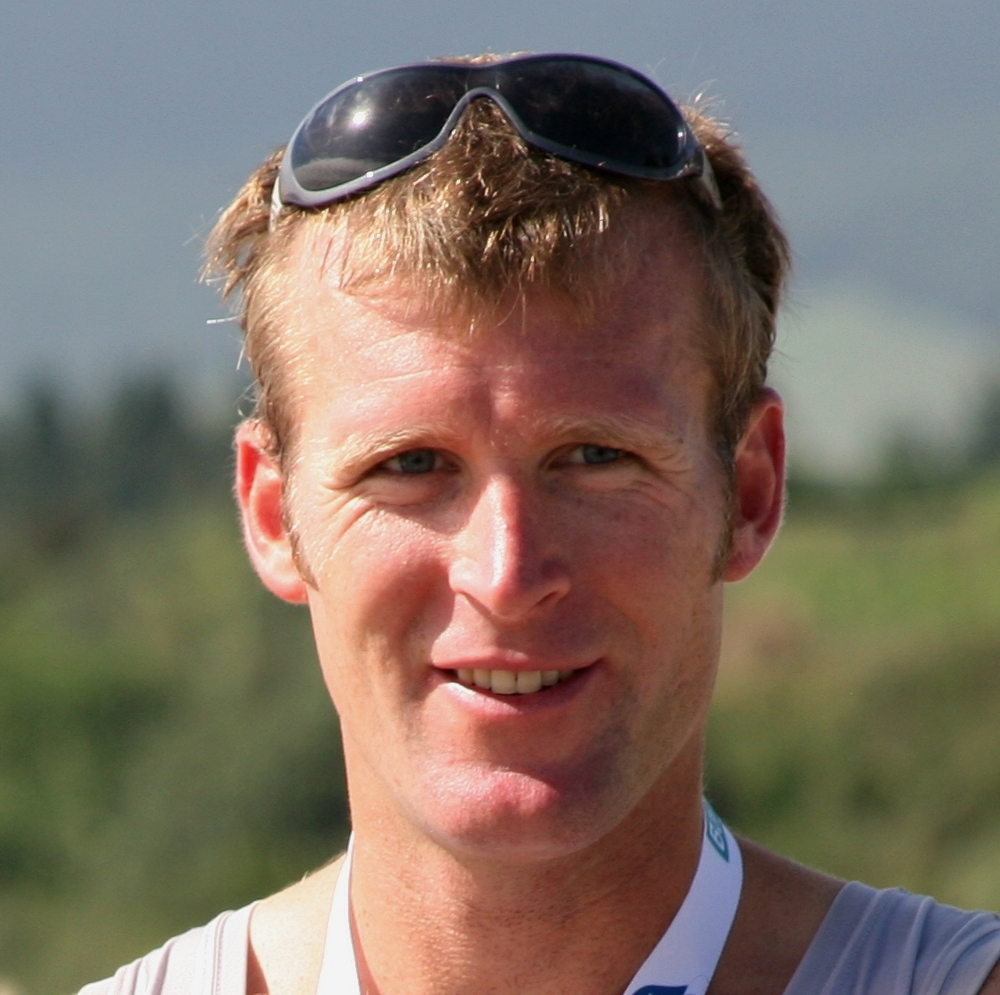
Mahé Drysdale considère que les courses étaient de la loterie.

Les séries des huit courses sont prévus le 6 août 2016. Les conditions de vent sont très mauvaises et certains athlètes comme Kim Brennan ou Mahé Drysdale ont déclaré que la journée aurait dû être annulée,,. Emma Twigg considère que la FISA a fait passer l'intérêt des diffuseurs avant la sécurité des athlètes.
En raison de ces conditions, il y a eu plusieurs surprises dans le classement des courses. Chez les femmes, les courses de skiff, Kim Brennan, une des favorites et invaincue depuis 2014, qui était en tête de la course pris de l'eau dans son bateau et termina de justesse troisième à 11 s de la Mexicaine Kenia Lechuga. Elle dispose de deux bateaux à Rio et regrette d'avoir utilisé son bateau pour « eau calme ». Elle prétend qu'elle a failli couler. D'autres athlètes dans les autres séries du skiff ont également eu peur de couler comme Genevra Stone ou Nadia Negm. En deux de couple, les championnes du monde en titre et favorites néo-zélandaises, Eve MacFarlane et Zoe Stevenson ont remporté leur série,. En quatre de couple,seuls les bateaux qui remportent leur série se qualifient pour la finale. Les Polonaises, qui ont remporté la victoire en coupe du monde à Lucerne, et l'Allemagne qui a remporté le titre en 2013 et 2014 sont les deux bateaux favoris. Les deux bateaux sont dans la même série et le duel tourne à l'avantage des Allemandes. L'autre série est remporté par les Ukrainiennes, championnes olympiques en titre, qui se qualifient donc pour la finale,.
En Deux sans barreur masculin, le duo Serbe composé de Miloš Vasić et de Nenad Beđik ont coulé mais peuvent malgré tout participer aux repêchages,.
Les conditions de vents attendus sont encore plus mauvaises pour les jours suivants ce qui pourrait conduire à l'annulation ou au report de certaines courses.

#### Lundi 8 août
Comme redouté, les courses du 7 août 2016 sont plusieurs fois retardées avant d'être finalement décalées au lundi 8 août 2016 en raison du vent et des vives polémiques du jour précédent,,.

#### Mardi 9 août
En deux de couple féminin, les Néo-zéalandaises, championnes du monde en titre et favorites, Eve MacFarlane et Zoe Stevenson sont éliminés en demi-finales.

#### Mercredi 10 août
La pluie et le vent obligent les organisateurs à reporter les courses prévues lors de cette journée de compétition, ce qui modifie le programme.

### Résultats

#### Hommes
| Épreuves                         | Or | Argent | Bronze |
| -------------------------------- | --- | --- | --- |
| Skiff                            | Mahé Drysdale (NZL) | Damir Martin (CRO) | Ondřej Synek (CZE) |
| Deux de couple                   | Croatie Martin Sinković Valent Sinković | Lituanie Mindaugas Griškonis Saulius Ritter | Norvège Kjetil Borch Olaf Tufte |
| Deux de couple poids légers      | France Jérémie Azou Pierre Houin | Irlande Gary O'Donovan Paul O'Donovan | Norvège Kristoffer Brun Are Strandli |
| Quatre de couple                 | Allemagne Philipp Wende Lauritz Schoof Karl Schulze Hans Gruhne                                                                                | Australie Karsten Forsterling Alexander Belonogoff Cameron Girdlestone James McRae                                                                    | Estonie Andrei Jämsä Allar Raja Tõnu Endrekson Kaspar Taimsoo                                                                                    |
| Deux sans barreur                | Nouvelle-Zélande Eric Murray Hamish Bond | Afrique du Sud Lawrence Brittain Shaun Keeling | Italie Marco Di Costanzo Giovanni Abagnale |
| Quatre sans barreur              | Grande-Bretagne Alex Gregory Mohamed Sbihi George Nash Constantine Louloudis                                                                   | Australie William Lockwood Joshua Dunkley-Smith Joshua Booth Alexander Hill                                                                           | Italie Domenico Montrone Matteo Castaldo Matteo Lodo Giuseppe Vicino                                                                             |
| Quatre sans barreur poids légers | Suisse Lucas Tramèr Simon Schürch Simon Niepmann Mario Gyr                                                                                     | Danemark Jacob Barsøe Jacob Larsen Kasper Winther Jørgensen Morten Jørgensen                                                                          | France Franck Solforosi Thomas Baroukh Guillaume Raineau Thibault Colard                                                                         |
| Huit                             | Grande-Bretagne Paul Bennett Scott Durant Matthew Gotrel Matthew Langridge Tom Ransley Pete Reed William Satch Andrew Triggs-Hodge Phelan Hill | Allemagne Maximilian Munski Malte Jakschik Andreas Kuffner Eric Johannesen Maximilian Reinelt Felix Drahotta Richard Schmidt Hannes Ocik Martin Sauer | Pays-Bas Kaj Hendriks Robert Lücken Boaz Meylink Boudewijn Roell Olivier Siegelaar Dirk Uittenbogaard Mechiel Versluis Tone Wieten Peter Wiersum |

#### Femmes
| Épreuves                    | Or | Argent | Bronze |
| --------------------------- | --- | --- | --- |
| Skiff                       | Kim Brennan (AUS) | Genevra Stone (USA) | Duan Jingli (CHN) |
| Deux de couple              | Pologne Magdalena Fularczyk-Kozłowska Natalia Madaj                                                                                           | Grande-Bretagne Katherine Grainger Victoria Thornley                                                                                             | Lituanie Donata Vištartaitė Milda Valčiukaitė                                                                                                 |
| Deux de couple poids légers | Pays-Bas Maaike Head Ilse Paulis | Canada Lindsay Jennerich Patricia Obee | Chine Pan Feihong Huang Wenyi |
| Quatre de couple            | Allemagne Carina Bär Julia Lier Lisa Schmidla Annekatrin Thiele                                                                               | Pays-Bas Chantal Achterberg Nicole Beukers Carline Bouw Inge Janssen                                                                             | Pologne Monika Ciaciuch Agnieszka Kobus Joanna Leszczyńska Maria Springwald                                                                   |
| Deux sans barreur           | Grande-Bretagne Helen Glover Heather Stanning                                                                                                 | Nouvelle-Zélande Genevieve Behrent Rebecca Scown                                                                                                 | Danemark Hedvig Rasmussen Anne Dsane Andersen                                                                                                 |
| Huit                        | États-Unis Amanda Elmore Tessa Gobbo Eleanor Logan Meghan Musnicki Amanda Polk Emily Regan Lauren Schmetterling Kerry Simmonds Katelin Snyder | Grande-Bretagne Karen Bennett Olivia Carnegie-Brown Zoe De Toledo Jessica Eddie Katie Greves Frances Houghton Zoe Lee Polly Swann Melanie Wilson | Roumanie Mădălina Bereș Andreea Boghian Adelina Boguș Roxana Cogianu Daniela Druncea Laura Oprea Mihaela Petrila Iuliana Popa Ioana Strungaru |

### Bilan
Le bilan de la Nouvelle-Zélande qui a obtenu trois médailles (deux d'or et une d'argent) est perçu comme insatisfaisant. Sport New Zealand (en) baisse la subvention pour l'aviron pour 2017 mais l'aviron reste le sport le plus aidé avec plus de cinq millions de dollars annuels.

## Tableau des médailles
| Rang  | Nation             | Or | Argent | Bronze | Total |
| ----- | ------------------ | -- | ------ | ------ | ----- |
| 1     | Grande-Bretagne    | 3  | 2      | 0      | 5     |
| 2     | Nouvelle-Zélande   | 2  | 1      | 0      | 3     |
| 2     | Allemagne          | 2  | 1      | 0      | 3     |
| 4     | Australie          | 1  | 2      | 0      | 3     |
| 5     | Pays-Bas           | 1  | 1      | 1      | 3     |
| 6     | États-Unis         | 1  | 1      | 0      | 2     |
| 6     | Croatie            | 1  | 1      | 0      | 2     |
| 8     | France             | 1  | 0      | 1      | 2     |
| 8     | Pologne            | 1  | 0      | 1      | 2     |
| 10    | Suisse             | 1  | 0      | 0      | 1     |
| 11    | Danemark           | 0  | 1      | 1      | 2     |
| 11    | Lituanie           | 0  | 1      | 1      | 2     |
| 13    | Canada             | 0  | 1      | 0      | 1     |
| 13    | Irlande            | 0  | 1      | 0      | 1     |
| 13    | Afrique du Sud     | 0  | 1      | 0      | 1     |
| 16    | Chine              | 0  | 0      | 2      | 2     |
| 16    | Italie             | 0  | 0      | 2      | 2     |
| 16    | Norvège            | 0  | 0      | 2      | 2     |
| 19    | République tchèque | 0  | 0      | 1      | 1     |
| 19    | Estonie            | 0  | 0      | 1      | 1     |
| 19    | Roumanie           | 0  | 0      | 1      | 1     |
| Total | Total              | 14 | 14     | 14     | 42    |